# ギヨーム・ドリュー
ギヨーム・ドリュー（Guillaume Drieu, 1520年頃 - 1570年頃）は、フランスの数学者、占星術師。エクス＝アン＝プロヴァンスの出身で、天文学ないし占星術に関わる2冊の著作『旧約聖書・新約聖書の主要な章句を含む天文表あるいは万年暦』（Tabulaire astronomique, ou Calendrier perpétuel, auquel Livre sont contenus les principaux passages tant du vieil que du nouveau Testament リヨン、1561年頃）、『簡略化された図で手短に示された世界の球体』（La Sphère du Monde, succinctement déclarée par brièves figures アヴィニョン、1570年?）を刊行した（これらは現存しない）。
ほかに『1560年向けの新たなる占筮』（Pronostique nouvelle pour l'an 1560 リヨン、1559年）を刊行している（この文献は少なくとも1931年までは現存していたが、現在の所在は不明である）。